# الشهادة الوطنية العليا
الشهادة الوطنية العليا (بالإنجليزية: Higher National Certificate)‏ (واختصارها: HNC)؛ مؤهل للتعليم العالي أو التعليم الإضافي في المملكة المتحدة، من المستوى الرابع من إطار المؤهلات الوطنية لإنجلترا وويلز وأيرلندا الشمالية، كان يُنظر إلى الشهادة الوطنية العليا على أنها المعادل المهني الأكثر للنظير الأكاديمي الذي كان يُنظر إليه آنذاك في شهادة التعليم العالي. ومع ذلك فقد دمجت الجامعات منذ ذلك الحين كلا المؤهلين في السنة الأولى من درجة البكالوريوس مع مرتبة الشرف ويمكن الآن تفسيرها على أنها متكافئة أكاديميًا.

## نظرة عامة
في إنجلترا وويلز وأيرلندا الشمالية، يمكن منح الشهادة الوطنية العليا إما من قبل الهيئات البريطانية المانحة للدرجات العلمية بموجب ترخيص معتمد من تعليم بيرسون (والذي يسمح للجامعات بتصميم وتقديم ومنح الشهادة الوطنية العليا بأنفسهم)، أو قد يتم منحها مباشرة من قبل شخص كهيئة مانحة تنظمها لائحة مكتب المؤهلات والامتحانات. في اسكتلندا تعتبر اللجنة الوطنية العليا للمؤهلات من الدرجة الوطنية الأعلى التي تمنحها هيئة المؤهلات الاسكتلندية. تتعادل الشهادة الوطنية العليا السنة الأولى من الجامعة في المملكة المتحدة، مع شهادة التعليم العالي، ولكنه أقل شمولاً من شهادة الدبلوم الوطني العالي (HND).
في إنجلترا وويلز وأيرلندا الشمالية، أصبحت الشهادة الوطنية العليا (مؤهل المستوى 5 سابقًا) الآن المستوى 4 في إطار عمل المؤهلات المنظمة. أيرلندا تعتبر الشهادة الوطنية العليا معادلة تقريبًا لشهادة مجلس جوائز التعليم والتدريب الإضافي. في اسكتلندا، تكون الشهادة الوطنية العليا هي المستوى 7 في إطار عمل المؤهلات والائتمان الاسكتلندي.

## روابط خارجية
- Directgov: الشهادات الوطنية العليا والدبلومات الوطنية العليا
- الجوائز الوطنية العليا (المجلس الهندسي)
- معادلة وقبول تسجيل المهندس المتحد (على سبيل المثال